# هایدونگ
هایدونگ (به لاتین: Haidong) یک شهر مرکزی در جمهوری خلق چین است که در چینگهای واقع شده‌است. هایدونگ ۱۲٬۸۱۰ کیلومتر مربع مساحت و ۱٬۳۹۶٬۸۴۶ نفر جمعیت دارد.